# Liste des aéroports au Zimbabwe

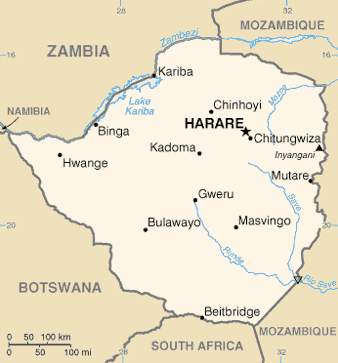
Carte du Zimbabwe

Voici une liste des aéroports au Zimbabwe, triés par lieu.
Le Zimbabwe, officiellement la République du Zimbabwe, est un pays enclavé situé dans la partie sud de l'Afrique, entre les fleuves Zambezi et Limpopo. Elle est bordée par l'Afrique du Sud au sud, le Botswana au sud-ouest, la Zambie et une pointe de la Namibie au nord-ouest et le Mozambique à l'est. La capitale du Zimbabwe est Harare. Le pays est divisé en huit provinces et deux villes à statut provincial.

## Aéroports
Les noms d'aéroport indiqués en gras indiquent que ceux-ci possèdent un service régulier assuré par des compagnies aériennes commerciales.
| Ville                         | Province                   | OACI | AITA | Nom                                         |
| ----------------------------- | -------------------------- | ---- | ---- | ------------------------------------------- |
| Bulawayo                      | Bulawayo                   | FVBU | BUQ  | Aéroport International Joshua Mqabuko Nkomo |
| Centenary (en)                | Mashonaland central        | FVCN |      | Aéroport de Centenary (en)                  |
| Chipinge                      | Manicaland                 | FVCH | CHJ  | Aéroport de Chipinge (en)                   |
| Chiredzi                      | Masvingo                   | FVCZ | BFO  | Aéroport de Buffalo Range (en)              |
| Gweru                         | Midlands                   | FVTL | GWE  | Base aérienne de Gweru-Thornhill (en)       |
| Harare                        | Harare                     | FVHA | HRE  | Aéroport international d'Harare             |
| Harare                        | Harare                     | FVCP |      | Aéroport Charles Prince (en)                |
| Hwange (Parc national Hwange) | Matabeleland septentrional | FVWN | HWN  | Aéroport du parc national Hwange (en)       |
| Hwange                        | Matabeleland septentrional | FVWT | WKI  | Aéroport de Hwange Town (en)                |
| Kariba                        | Mashonaland occidental     | FVKB | KAB  | Aéroport de Kariba (en)                     |
| Kotwa (en)                    | Mashonaland oriental       | FVOT |      | Aéroport de Kotwa (en)                      |
| Kwekwe                        | Midlands                   | FVKK |      | Aéroport de Kwekwe Est (en)                 |
| Marondera                     | Mashonaland oriental       | FVMA |      | Aéroport de Marondera (en)                  |
| Masvingo                      | Masvingo                   | FVMV | MVZ  | Aéroport de Masvingo (en)                   |
| Mhangura (en)                 | Mashonaland occidental     |      |      | Aéroport de Mhangura (en) - fermé           |
| Mount Darwin (en)             | Mashonaland central        | FVMD |      | Aéroport de Mount Darwin (en)               |
| Mutare                        | Manicaland                 | FVMU | UTA  | Aéroport de Mutare (en)                     |
| Mutare                        | Manicaland                 | FVGR |      | Aéroport de Grand Reef (en)                 |
| Mutoko (en)                   | Mashonaland oriental       | FVMT |      | Aéroport de Mutoko (en)                     |
| Victoria Falls                | Matabeleland septentrional | FVFA | VFA  | Aéroport de Victoria Falls                  |
| Zvishavane                    | Midlands                   | FVSH |      | Aéroport de Zvishavane (en)                 |